# Cornélie Wouters de Vassé

Basiswapenschild van de familie van haar man, baron de Vassé.

Cornélie Pétronille Bénédicte Wouters weduwe de Vassé (Brussel 1737 - Parijs, 3 april 1802) was een schrijfster uit de Oostenrijkse Nederlanden, die haar literaire carrière in Parijs had.

## Levensloop
Haar ouders waren Jacques Corneille Wouters en Catherine Marguerite Charlier. Wouters groeide op in Brussel als oudste kind van het grote gezin Wouters. Vrij jong huwde zij met de Franse baron de Vassé, afkomstig van een adellijke familie uit Maine. Na de dood van haar man - jaartal onbekend - installeerde Wouters zich in Parijs. Wouters voegde de Vassé toe aan haar familienaam. Zij schreef romans en deed, ook als kostwinning, vertalingen van het Engels naar het Frans. De vertalingen deed zij samen met haar zus Marie-Thérèse Wouters, die ook in Parijs woonde.
Na de Franse Revolutie verloor barones de Vassé haar bezittingen in het Rooms-Duitse Rijk en in Engeland. Ze kende financiële problemen, ook met een goed lopende boekenverkoop en herdrukken van haar boeken. Ze stierf in Parijs in 1802.

## Publicaties
- Vier korte romans in de jaren 1782-1783[1]: 
  - Les aveux d'une femme galante. Een eeuw later werd dit werk verboden wegens immoreel[2].
  - L'art de corriger et de rendre les hommes constants, en in antwoord, L'art de rendre les femmes fidèles
  - Le nouveau continent, een allegorie van de Amerikaanse Onafhankelijkheidsoorlog
  - Le char volant, een fantasierijk verhaal over een reis naar de maan.
- Vanaf 1784 de volgende Franse vertalingen uit het Engels[3]:
  - Traduction du théâtre anglois depuis l'origine des spectacles jusqu'à nos jours: 10 volumes Engelse theaterstukken[4]
  - La vie des hommes illustres d'Angleterre, d'Écosse et d'Irlande: vertaling van British Plutarch van Thomas Mortimer
- In de jaren 1788-1790 de volgende Franse vertalingen uit het Engels:
  - Les imprudences de la jeunesse: vertaling van Juvenile Indiscretions van Agnes Bennett
  - Le mariage platonique: vertaling van Platonic Marriage van Mrs. H. Cartwright (1776-1787)[5]
- In 1790 stelde ze een vurig pamflet op, dat ze bezorgde aan het parlement in Parijs. Hierin pleitte ze voor burgerrechten voor joodse medeburgers, in de nieuw opgerichte Franse Republiek. De titel van het lange pamflet is: Mémoire à l’assemblée nationale, pour démontrer aux Français les raisons qui doivent les déterminer à admettre les Juifs indistinctement aux droits de Citoyens[6].
- La belle indienne, waarschijnlijk ook een vertaling uit het Engels.

- Bibliothèque nationale de France: cb12168988h (data)
- Gemeinsame Normdatei: 100795692
- International Standard Name Identifier: 0000 0000 8366 5147
- Library of Congress Control Number: n83070499
- Réseau des bibliothèques de Suisse occidentale: 02-A013432701
- LIBRIS: 296309
- Système universitaire de documentation: 224979884
- Virtual International Authority File: 27107196
- WorldCat: E39PBJx8BYf4jYGbtJGdMHpQMP